# ロバート・レフコウィッツ

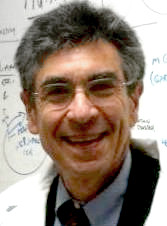
レフコウィッツ

ロバート・ジョセフ・レフコウィッツ（英: Robert Joseph Lefkowitz、1943年4月15日 - ）は、アメリカ合衆国の医学者。Gタンパク質共役受容体の研究で著名であり、これにより2012年のノーベル化学賞をブライアン・コビルカと共同受賞した。現在はデューク大学の教授 (James B. Duke Professor of Biochemistry) を務めている。

## 若年期
レフコウィッツは1943年4月15日にニューヨーク市ブロンクス区で生まれた。両親のマクス・レフコウィッツとローズ・レフコウィッツは共にユダヤ人である。元をたどると、19世紀後半にポーランドから合衆国へ移民してきた一家である。
1959年にブロンクス科学高校を卒業し、コロンビア大学に進んでそこで1962年に学士号 (Bachelor of Arts Degree) を得た。
1966年にコロンビア大学ヴァジェロス医学校 (Columbia University Vagelos College of Physicians and Surgeons) で医学博士号を得た。医学部での実務研修および一年間の一般研修医勤務の後、1968年から1970年の間アメリカ国立衛生研究所で臨床研究員 (Clinical and Research Associate) となった。

## 研究歴
研修医および臨床研究の経験を積み、1973年にデューク大学メディカル・センターの医学准教授 (Associate Professor of Medicine) および生化学助教授 (Assistant Professor of Biochemistry) となった。1977年に医学部教授に昇進し、1982年に同学部の James B. Duke Professor となった。彼は生化学の教授でもある。1976年からハワード・ヒューズ医学研究所の研究員であり、1973年から1976年の間はアメリカ心臓協会の認定研究員 (Established Investigator) であった。
レフコウィッツは受容体生物学、および細胞レベルの信号伝達を研究し、 β-アドレナリンなどによって作動する受容体（Gタンパク質共役受容体、GPCR）の作用機序、構造、機能を詳細に解明したこと、またそれらを制御する GPCR キナーゼとβ-アレスチンという2種の蛋白質を発見しその性質を解明したことで最もよく知られる。
レフコウィッツは1980年代半ばに共同研究者らと、まずβ-アドレナリン作動性受容体をコードする遺伝子をクローニングし、その後すぐに（アドレナリンとノルアドレナリンの受容体となる）8種のアドレナリン作動性受容体の遺伝子のクローニングにも成功した。これは、（β-アドレナリン作動性受容体を含む）全てのGタンパク質共役受容体がいずれも酷似した分子構造を持つという重大な発見につながった。アミノ酸配列からなるその構造は、細胞膜の内側と外側を交互に7回行き来して細胞膜を貫通している。今では、人体の約 1,000 種の受容体がこれと同じグループに属することが分かっている。すなわちレフコウィッツの研究の重要性は、これら全ての受容体が同じ基本的メカニズムで動いていることが分かったため、新薬の開発者たちはこの人体で最もメジャーな受容体グループに対して何が効果的に作用するかを理解できるようになった点にある。こんにち、全処方薬のうち 30-50% が、レフコウィッツが解明した受容体と同種の構造を持つ「鍵穴」に合うようデザインされている。それは抗ヒスタミン薬である抗潰瘍薬から、高血圧、狭心症、心臓疾患に使われるβブロッカーまで、多岐にわたる。Thomson-ISI によると、レフコウィッツは生物学、生化学、薬学、毒物学、臨床医学の分野で最も被引用数の多い研究者である。

## 受賞歴
- 1978年 - パサノ賞Young Scientist Award
- 1978年 - ジョン・J・エイベル賞[10]
- 1988年 - ガードナー国際賞[11]
- 1992年 - Bristol-Myers Squibb Award for Distinguished Achievement In Cardiovascular Research[12]
- 2001年 - ジェシー・スティーヴンソン・コヴァレンコ・メダル（米国科学アカデミー）[13]
- 2001年 - Pasarow Award
- 2001年 - フレッド・コンラッド・コッホ賞
- 2003年 - Fondation Lefoulon – Delalande Grand Prix for Science （フランス学士院）[14]
- 2003年 - Endocrine Regulation Prize
- 2006年 - George M. Kober Lectureship（講師職）
- 2007年 - オールバニ・メディカルセンター賞[15]
- 2007年 - ショウ賞（生命科学および医学部門）[16]
- 2007年 - アメリカ国家科学賞[17][18]
- 2009年 - BBVA Foundation Frontiers of Knowledge Awards （生化学部門）[19]
- 2009年 - Research Achievement Award (American Heart Association)[20]
- 2011年 - ジョージ・M・コーバー・メダル
- 2012年 - ノーベル化学賞（ブライアン・コビルカと共同受賞）